# Acacius van Constantinopel
Acacius (Grieks: Ἀκάκιος) (overleden 489) was 471 tot 489 de oecumenisch patriarch van Constantinopel. Acacius was in zijn tijd de belangrijkste prelaat in de Oosters-orthodoxie kerk. Hij stond bekend om zijn ambitieuze deelname aan de controverses over de leerstellingen van Chalcedon.  
Acacius adviseerde de Byzantijnse keizer Zeno in 482 het Henotikon-edict uit te vaardigen. In dit edict werden Nestorius en Eutyches veroordeeld, werden de twaalf anathema's van Cyrillus van Alexandrië geaccepteerd, en werd de definitie van Chalcedon genegeerd. 
Deze poging om het geschil over de orthodoxie van het concilie van Chalcedon te overbruggen was tevergeefs. Paus Felix III zag het prestige van ambt aangetast in dit kleineren van Chalcedon en zijn voorganger Leo's brief. Hij veroordeelde Acacius en zette hem uit zijn ambt, een procedure die Acacius met minachting bezag. 
Het hierdoor ontstane schisma zou tot na de dood van  Acacius blijven bestaan. Het Acaciaanse schisma duurde de gehele lange regering van de Byzantijnse keizer Anastasius I en werd pas in 519 geheeld ten tijde van de regering van keizer Justinus I onder paus Hormisdas.
Bisschoppen van Byzantium:

Andreas de Apostel · Stachys de Apostel · Onesimus · Polycarpus I · Plutarchus · Sedecion · Diogenes · Eleutherius · Felix · Polycarpus II · Athenodorus · Euzoïs · Laurentius · Alypius · Pertinax · Olympianus · Marcus I · Filadelfus · Cyriacus I · Castinus · Eugenius I · Titus · Dometius · Rufinus I · Probus · Metrofanes · Alexander

Bisschoppen en aartsbisschoppen van Constantinopel:

Paulus I · Eusebius van Nicomedië · Paulus I · Macedonius I · Paulus I · Macedonius I · Eudoxius van Antiochië · Demofilus · Euagrius · Maximus ·  Gregorius I van Nazianze

Patriarchen van Constantinopel:

Nectarius · Johannes I · Arsacius van Tarsus · Atticus · Sisinnius I · Nestorius · Maximianus · Proclus · Flabianus · Anatolius · Gennadius I · Acacius · Fravitta · Eufemius · Macedonius II · Timotheus I · Johannes II van Cappadocië · Epifanius · Anthimus I · Mennas · Eutychius · Johannes III Scholasticus · Johannes IV Nesteutes · Cyriacus · Thomas I · Sergius I · Pyrrus I · Paulus II · Petrus · Thomas II · Johannes V · Constantijn I · Theodorus I · Georgius I · Paulus III · Callinicus I · Cyrus · Johannes VI · Germanus I · Anastasius · Constantijn II · Nicetas · Paulus IV · Sint Tarasius · Niceforus I · Theodotus I van Cassiteras · Antonius I · Johannes VII Grammaticus · Methodius I · Ignatius I · Photius I · Stefanus I · Antonius II Kauleas · Nicolaas I Mysticus · Euthymius I Syncellus · Stefanus II van Amasea · Tryfon · Theofylactus · Polyeuctus · Basilius I Skamandrenus · Antonius III Studites · Nicolaas II Chrysoberges · Sisinnius II · Sergius II · Eustathius · Alexius I Studites · Michaël I · Constantijn III Lichoudas · Johannes VIII Xifilinus · Cosmas I · Eustathius Garidas · Nicolaas III Grammaticus · Johannes IX Agapetus · Leo Styppes · Michaël II Kurkuas · Cosmas II Atticus · Nicolaas IV Muzalon · Theodotus II · Neofytus I · Constantijn IV Chliarenus · Lucas Chrysoberges · Michaël III van Anchialus · Chariton · Theodosius I Borradiotes · Basilius II Carnaterus · Nicetas II Muntanes · Leontius Theotokites · Dositheus · Georgius II Xifilinus · Johannes X Camaterus · Michaël IV Autoreianus · Theodorus II Eirenicus · Maximus II · Manuel I Charitopoulos · Germanus II · Methodius II ·  Manuel II ·  Arsenius Autoreianus · Niceforus II · Germanus III · Jozef I Galesiotes · Johannes XI Bekkos · Gregorius II Cyprius · Athanasius I · Johannes XII · Nefon I · Johannes XIII Glykys · Gerasimus I · Jesaias · Johannes XIV Kalekas · Isidorus I · Calixtus I · Filotheus Kokkinos · Macarius · Neilus Kerameus · Antonius IV · Calixtus II Xanothopoulos · Mattheus I · Euthymius II · Jozef II · Metrofanes II · Gregorius III Mammas · Athanasius II · Gennadius II · Isidorus II Xanthopoulos · Sofronius I Syropoulos · Joasaf I · Marcus II Xylokaraves · Simeon I van Trebizonde · Dionysius I · Rafaël I · Maximus III Manasses · Nefon II · Maximus IV · Joachim I · Pachomius I · Theoleptus I · Jeremias I · Joannicus I · Dionysius II · Joasaf II · Metrofanes III · Jeremias II · Pachomius II · Theoleptus II · Mattheus II · Elias I · Theofanes I Karykes · Meletius I Pegas · Neofytus II · Rafaël II · Timotheus II · Cyrillus I Lucaris · Gregorius IV van Amasea · Anthimus II · Cyrillus II Kontares · Athanasius III Patelaros · Neofytus III van Nicea · Parthenius I · Parthenius II · Joannicus II · Cyrillus III · Parthenius III · Gabriël II · Parthenius IV · Theofanes II · Dionysius III · Clemens · Methodius III · Dionysius IV Muselimes · Gerasimus II · Athanasius IV · Jakobus · Callinicus II · Neofytus IV · Gabriël III · Neofytus V · Cyprianus I · Athanasius V · Cyrillus IV · Cosmas III · Jeremias III · Paisius II · Serafeim I · Neofytus VI · Cyrillus V · Callinicus III · Serafeim II · Joannicus III · Samuel I Chatzeres · Meletius II · Theodosius II · Sofronius II · Gabriël IV · Procopius I · Neofytus VII · Gerasimus III · Gregorius V · Callinicus IV · Jeremias IV · Cyrillus VI · Eugenius II · Anthimus III · Chrysanthus I · Agathangelus I · Constantius I · Constantius II · Gregorius VI · Anthimus IV · Anthimus V · Germanus IV · Meletius III · Anthimus VI · Cyrillus VII · Joachim II · Sofronius III · Joachim III · Joachim IV · Dionysius V · Neofytus VIII · Anthimus VII · Constantijn V · Germanus V · Meletius IV · Gregorius VII · Constantijn VI · Basilius III · Photius II · Benjamin I · Maximus V · Athenagoras I · Dimitrios I · Bartholomeus I